# Vasilij Vasil'evič Bervi-Flerovskij
Vasilij Vasil'evič Bervi-Flerovskij, in russo Василий Васильевич Берви-Флеровский? (Rjazan', 10 maggio 1829 – Donec'k, 4 ottobre 1918), è stato un sociologo, scrittore e rivoluzionario russo.

## Biografia
Vasilij Bervi era figlio di un professore di fisiologia, di origine scozzese, dell'Università di Kazan', che nel 1858 era stato costretto a lasciare la cattedra per le proteste degli studenti che gli avevano contestato la sua scarsa competenza. Vasilij si laureò in diritto a Kazan' nel 1849 e s'impiegò nel ministero della Giustizia, contando tuttavia di intraprendere la carriera universitaria. Le sue speranze furono frustrate quando, nel 1861, subito dopo la liberazione dei servi, protestò pubblicamente contro la repressione delle proteste studentesche e, nel 1862, contro gli arresti di quei nobili di Tver' che avevano denunciato le insufficienze della riforma di Alessandro II.
Bervi inviò una lettera all'imperatore prospettando i pericoli che la politica del governo russo rappresentava per lo stesso regime, in quanto favoriva lo sviluppo di un movimento rivoluzionario: «Le simpatie rivoluzionarie non rappresentavano un vero pericolo durante il regno miserabile e vergognoso di Nicola, perché il numero della gente colta era ridotto al minimo e la massa del popolo era tenuta in una barbara ignoranza». Ora però l'istruzione era cresciuta e «quanto più il popolo si sviluppa, tanto maggior peso e ampiezza avrà in esso il partito estremo».
La Terza Sezione - il dipartimento della polizia politica - fece sottoporre Bervi a una lunga detenzione in un ospedale psichiatrico, poi lo fece licenziare dal ministero e lo confinò ad Astrachan'. Benché l'inchiesta giudiziaria nei suoi confronti non avesse rilevato reati, egli fu successivamente deportato in Siberia, nell'oblast' di Tomsk, poi a Vologda e a Tver'. Infine, nel 1870, fu liberato con la condizione di non risiedere a Pietroburgo.

### La situazione della classe operaia in Russia

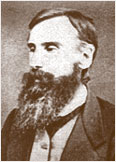
Bervi-Flerovskij

Egli aveva intanto fatto pubblicare nel 1869 a Pietroburgo, sotto il nome di N. Flerovskij, uno pseudonimo che utilizzò spesso, il libro La situazione della classe operaia in Russia, nel quale, narrando le sue esperienze personali, aveva dato un ritratto della società russa. Egli intende, con classe operaia, la generalità dei lavoratori, dagli operai ai contadini poveri della Russia. Tre sono le tesi fondamentali dello scritto. I lavoratori russi vivono in una condizione di generale miseria perché sottoposti a un regime di bassi salari e schiacciati dal peso delle imposte. Gli intellettuali hanno il dovere di prendere coscienza di questo fatto e illustrarlo alle masse popolari. Partendo dall'obščina, la comunità rurale russa, e dalle cooperative operaie, potrà ottenersi il rinnovamento della società.
La condizione dei lavoratori russi - rileva Bervi - è infinitamente più misera di quella dei lavoratori dei più avanzati paesi europei, e occorrerebbe portarla al livello economico degli operai francesi e inglesi, nell'interesse di tutta la nazione: «finché l'operaio russo si nutrirà male sarà impossibile lo sviluppo dell'agricoltura in Russia e la stessa nobiltà resterà povera», perché l'agricoltura e l'industria si basano unicamente sulla domanda di mercato delle classi alte.
Le classi alte, inoltre, pesano sul popolo «come una massa totale, compatta e ormai totalmente organizzata» e poiché è difficile, per il lavoratore russo, «liberarsi di questo peso», egli «è diventato povero e debole». La condizione dei contadini si è persino aggravata con il decreto sulla liberazione dei servi che ha imposto il pagamento del riscatto delle terre, cui si aggiungono le tasse e la necessità per i contadini, se vogliono sopravvivere, di svendere i loro prodotti al mercante, mentre il kulak, il contadino ricco, la fa da padrone nell'obščina, facendo lavorare sulle proprie terre i contadini poveri in cambio delle sue sementi e del prestito dei suoi mezzi di lavoro.
Occorreva abolire il riscatto e impedire la disgregazione dell'obščina, socializzando tra tutti i coltivatori i mezzi di lavoro, così da ristabilire l'eguaglianza dei contadini, condizione del loro progresso economico. Secondo Bervi, questa era la strada che la Russia, diversamente da quanto era avvenuto in Europa e negli Stati Uniti, doveva percorrere.
La situazione degli altri lavoratori russi non era diversa. I minatori della Siberia vivevano in una condizione simile a quella dei vagabondi e il loro salario veniva speso tutto nei prodotti alimentari che gli venivano venduti dai loro stessi padroni. I pescatori di Astrachan', che fornivano ai consumatori i due terzi dell'intero prodotto ittico della Russia, erano dipendenti delle imprese di pesca e vivevano di kvas, di cipolle e di pane nero.
Gli operai dell'industria mostrano «una mentalità e una volontà più sviluppata» rispetto all'abituale apatia dei contadini. Protestano per la mancanza di lavoro, per l'uso delle macchine che producono riduzione dei salari, odiano i capitalisti che li sfruttano, si battono per ottenere aumenti di paga, fanno scioperi, «ma se sono più arditi nella lotta per la vita, le condizioni di questa loro vita sono anche più pesanti». Anche per gli operai, Bervi riteneva che il loro avvenire fosse nello sviluppo delle cooperative, con le quali essi avrebbero gestito direttamente le fabbriche.
Marx conobbe il libro, che gli era stato inviato da Daniel'son, il traduttore russo del Capitale, e lo lodò al Comitato della sezione russa dell'Internazionale: «È il libro d'un osservatore serio, d'uno studioso spassionato, di un critico senza pregiudizi, d'un potente artista e soprattutto di un uomo animato dall'ira contro ogni forza d'oppressione».
La polizia politica riuscì a individuare in Vasilij Bervi l'autore del libro, giudicando, in un rapporto, che esso rappresentasse «le tendenze socialiste che costituiscono il programma dell'Internazionale», e lamentando che le leggi in vigore non permettessero alla censura di prevenire prontamente simili forme di agitazione.

### L'Alfabeto delle scienze sociali
Nel 1871 uscì a Pietroburgo un secondo libro di Bervi, senza i nomi dell'autore e dell'editore, l'Alfabeto delle scienze sociali. La polizia sospettò che l'autore fosse Bervi e l'editore fosse «quello stesso gruppo segreto composto da persone che sono sotto la continua sorveglianza della Terza Sezione». Lo zar Alessandro in persona dispose la proibizione del libro, mentre il governo avocò a sé, togliendola alla magistratura, la competenza sull'attività repressiva dei delitti di stampa.
L'Alfabeto delle scienze sociali, che fu egualmente diffuso dalla gioventù rivoluzionaria, è una sorta di enciclopedia di voci su temi di sociologia. A Pietroburgo era potuto uscire in due volumi, anziché nei tre previsti, e Bervi pubblicherà il terzo soltanto nel 1894, a Londra, per quanto anche così l'opera sia rimasta incompiuta.
Lo scopo di Bervi consiste nel dimostrare che, mentre i ricchi e i potenti creano conflitti, oppressione e disuguaglianza, una vera civiltà può sorgere solo per opera del popolo, quando esso operi in spirito di solidarietà, con forti ideali morali e senso della giustizia.

### Altri scritti

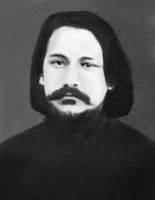
Aleksandr Dolgušin

Bervi ebbe rapporti con i movimenti rivoluzionari dei čajkovcy e dei dolgušincy. Per i primi scrisse nel 1872 le Ricerche sui problemi del giorno, una raccolta di tre studi sulle imposte, sul processo Nečaev e sull'intelligencija russa. Il libro, appena stampato, fu sequestrato e distrutto dalle autorità zariste.
Per il gruppo creato da Dolgušin scrisse nel 1873 l'opuscolo Sul martire Nicola e come deve vivere l'uomo secondo la legge della natura e della verità. Bervi viveva allora a Nižnij Novgorod e qui Dolgušin lo raggiunse e si fece consegnare il manoscritto che fece stampare in Svizzera dal suo compagno Dmochovskij. Dolgušin preparò e poi stampò una seconda versione dello scritto.
Lo scritto ha una forte impronta religiosa e Bervi ne spiegò poi il motivo. Ai suoi occhi, quei giovani rivoluzionari gli apparivano simili ai primi cristiani, che dovevano diffondere il loro credo a tutto un popolo contro l'opposizione del governo. Essi avrebbero potuto avere successo se «l'esplosione di entusiasmo della gioventù si fosse trasformata in un sentimento permanente e non sradicabile», seguendo la strada della «creazione di una nuova religione»: occorreva dunque «creare una religione dell'eguaglianza».

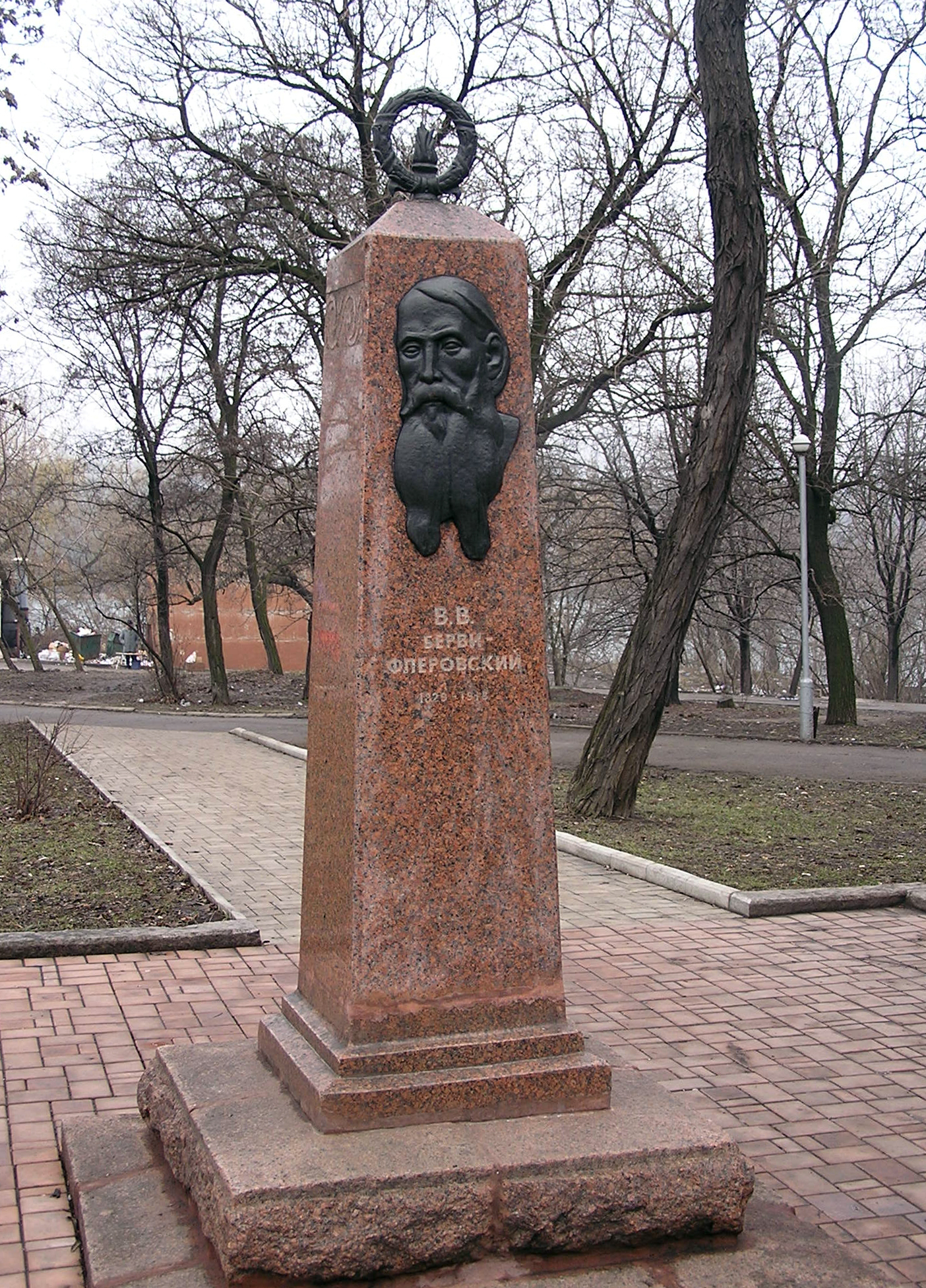
Monumento a Bervi

Bisognava andare nel popolo per dirgli «come l'uomo deve vivere secondo la legge della natura. Secondo questa legge tutti gli uomini sono eguali» e la terra è comune a tutti. In natura non esistono «signori né proprietari creatori del male, che hanno resa schiava la madre terra» e tutti hanno diritto a «un eguale lotto di terra». Tutto questo si realizzerà quando non ci saranno più poveri, quando tutti saranno istruiti e non ci saranno più sfruttatori del lavoro altrui. E Bervi concludeva con una maledizione «al timoroso, al pavido che non lotterà con i suoi fratelli».
L'ondata di arresti che colpì i čajkovcy, i dolgušincy e i giovani dell'«andata nel popolo» coinvolse anche Bervi. Nell'ottobre del 1873 fu arrestato e l'anno dopo fu confinato nella provincia di Arcangelo. Passò così vent'anni della sua vita, spostato più volte da una città all'altra per evitare che la sua presenza influenzasse politicamente i giovani del luogo, finché nel 1893 riuscì a emigrare in Inghilterra.
A Londra riprese la stesura dell'Alfabeto delle scienze sociali, scrisse il saggio Tre sistemi politici, dove ricorrono numerose le note autobiografiche, e il romanzo Per la vita e per la morte. Nel 1897 poté tornare in Russia con la moglie Ermiona Ivanova Žemčužina e i tre figli, grazie all'amnistia emanata l'anno prima in occasione dell'incoronazione di Nicola II. Si stabilì a Donec'k, lavorando come contabile in un'industria metallurgica e lì morì novantenne, dopo una lunga malattia, il 4 ottobre 1918.

## Opere
- La situazione della classe operaia in Russia. Osservazioni e ricerche di N. Flerovskij, San Pietroburgo, N. P. Poljakov, 1869
- Alfabeto delle scienze sociali in tre parti, San Pietroburgo, 1871; 2ª ed., Alfabeto delle scienze sociali, 3 voll., Londra, The Fund of the Russian Free Press, 1894
- Ricerche sui problemi del giorno, San Pietroburgo, 1872
- Sul martire Nicola e come deve vivere l'uomo secondo la legge della natura e della verità, Ginevra, 1873
- Tre sistemi politici, Londra, 1897
- Per la vita e per la morte. Ritratto d'idealisti, Londra, 1898